# Rembitan
Rembitan is een bestuurslaag in het regentschap Centraal-Lombok van de provincie West-Nusa Tenggara, Indonesië. Rembitan telt 7300 inwoners (volkstelling 2010).